# 文茨皮尔斯港
文茨皮尔斯港是拉脱维亚的深水不冻港，位于波罗的海沿岸城市文茨皮尔斯。港口的占地面积为2,451.39 ha（6,057.5 acre）。如果按照货物吞吐量计算，它是波罗的海最繁忙的港口。